# Teknolust
Teknolust är en amerikansk långfilm från 2002 i regi av Lynn Hershman-Leeson, med Tilda Swinton, Jeremy Davies, James Urbaniak och John O'Keefe i rollerna.

## Rollista
| Tilda Swinton   | – Rosetta / Ruby / Marinne / Olive |
| Jeremy Davies   | – Sandy                            |
| James Urbaniak  | – Agent Hopper                     |
| John O'Keefe    | – Professor Crick                  |
| Karen Black     | – Dirty Dick                       |
| Al Nazemian     | – Dr. Bea                          |
| S.U. Violet     | – Dr. Aye                          |
| Josh Kornbluth  | – Tim                              |
| Thomas Jay Ryan | – Preacher                         |
| Howard Swain    | – Alex                             |
| Diana Demar     | – Dana                             |